# Ferry de Clugny

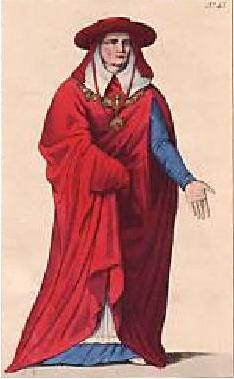
Kardinal Ferry de Clugny

Ferry de Clugny (* um 1430 in Autun; † 7. Oktober 1483 in Rom), Kardinal und Bischof von Tournai war ein hochrangiger Staatsmann und Geistlicher im Dienste der Herzöge von Burgund.
Er wurde in Autun, Burgund, in einem angesehenen Haus geboren, das die Marquisen von Montlyon und Raigny hervorbrachte. Er war der älteste Sohn von Henri de Clugny, Seigneur von Conforgien und Joursenvault, einem Ratsmitglied von Jean sans Peur, Herzog von Burgund, und seiner Frau Pierrette Coullot. An der Universität vom Bologna erwarb einen Doktortitel „utroque iure“ (Doktor beider Rechte), sowohl im Zivil- (römischen) als auch im Kirchenrecht.

## Stadtrat und Staatsmann im Burgund
Noch als junger Mann war er Mitglied des Großen Rates von Philipp III., dem regierenden Herzog von Burgund und Maître des requêts am herzoglichen Hof. Auf Bitten des Herzogs, als Vertreter des Klerus an der Niederschrift des Gewohnheitsrecht des Burgunds zu helfen, wurde er stattdessen mehrmals als Botschafter entsandt, insbesondere an Papst Callixtus III. (1456 mit Geoffroy de Thoisy, Seigneur de Mimeure) und mit Herzog von Cleves, zum Konzil von Mantua, das von Papst Pius II. einberufen wurde, der einen Krieg gegen die Türken plante. Clugny erhielt von Pius die Bestätigung des Vertrages von Arras (1435) und der Verträge von Papst Eugen IV. und seiner Nachfolger. Herzog Philipp versprach ihm die erste der beiden Diözesen Autun oder Mâcon, die frei werden sollten. Er wurde am 2. Dezember 1459 Leutnant des Kanzlers von Burgund in der Diözese Autun und wurde zum Apostolischen Protonotar ernannt.
Er war einer der drei burgundischen Botschafter, die im Januar 1465 in Melun zu Ludwig XI. von Frankreich geschickt wurden. Nach Philipps Tod wurde er vom neuen Herzog von Burgund, Karl der Kühne, beauftragt, den Frieden von Péronne (1468) mit Ludwig in Noyon wieder zu verhandeln, und 1473, um den Vertrag von Senlis auszuhandeln. Er leitete den Großen Rat des Herzogs ab dem 29. Mai 1473 und wurde am folgenden 15. September zum Kanzler des Ordens vom Goldenen Vlieses ernannt.
Mit dem Tod Karls des Kühnen am 5. Januar 1477 erhielt Maximilian das riesige burgundische Erbe durch das Erbrecht seiner Frau. Bei der Machtübergabe an die Habsburger wurde Ferry de Clugny in seinen Ämtern bestätigt, darunter als Kanzler des Goldenen Vlieses (10. Dezember 1477), wo er den neuen Souverän des Ordens leitete, und als Ratsmitglied.

## Äbtein commendam
Wie alle großen Prälaten der Zeit hielt er mehrere Äbte in commendam, die ihn in seinen offiziellen Funktionen in einer seinem Rang entsprechenden Weise unterstützten. Diese Benefiziate fielen ihm nicht immer leicht: Obwohl er 1467 vom Domkapitel zum Bischof von Cavaillon gewählt wurde, wurde die Wahl nie bestätigt, und 1468 gelang es ihm nicht, vom Kapitel von Amiens zum Dekan ernannt zu werden. Später war er Propst der Stiftskirche Saint-Barthélemy de Béthune, Kanoniker des Kathedralkapitels von Cambrai und Erzdiakon der Ardennes in Liège.

## Mäzenatentum

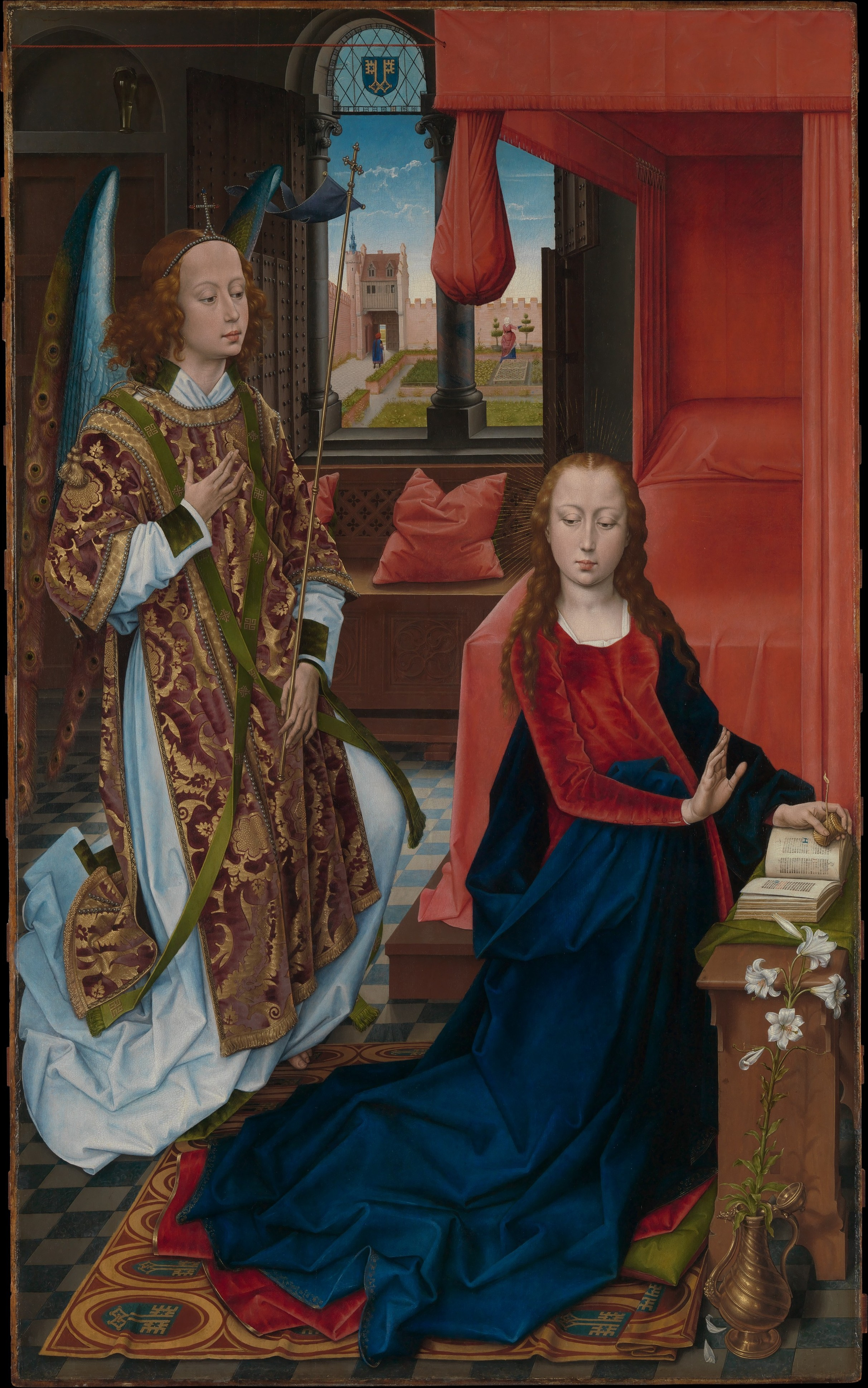
Verkündigung im Auftrag von Ferry de Clugny, 1465–1470, von Hans Memling

Sein Mäzenatentum muss von einer Handvoll Überlebender bewertet werden. Am 7. November 1465 erhielt er vom Domkapitel von Autun, wo er ein Kanoniker war, die Erlaubnis, eine Kapelle zu bauen welche sein Grab werden sollte; sie wird wegen der Fülle ihrer Vergoldung Chapelle Dorée genannt. Für die Bemalung der Wände beauftragte er Pierre Spicre Figuren von vier alttestamentlichen Patriarchen, den vier Evangelisten und vier Kirchenlehrer darzustellen. In der Verkündigung, die Rogier van der Weyden oder einem seiner Schüler, Hans Memling, zugeschrieben wird befindet sich nun im Metropolitan Museum of Art. Auf dem Teppich und in der Glasmalerei über dem Kopf der Jungfrau befindet sich Ferry de Clugny's Wappen; auch dieses Bild muss von ihm in Auftrag gegeben worden sein. In Brügge beauftragte er die Buchmaler Loyset Liédet und Liévin van Latham mit einem reich bebilderten Pontifikal mit 95 Miniaturen und Rinceau-Bordüren.
Er ließ eine Folge von mindestens zehn frankoflämischen Wandteppichen von bekannten Frauen anfertigen, die unter vielen Wappen auch seines mit dem Kardinalshut darstellen; acht fragmentarische Überreste, die den Brand des Château de Thénisset 1791 überlebten, befinden sich heute im Museum of Fine Arts, Boston.

## Bischof von Tournai
Zwischen 1410 und 1483 wurden vier Präsidenten des Großen Rates von Burgund nacheinander Bischof von Tournai: Jehan de Thoisy, Jehan Chevrot, Guillaume Fillastre und Ferry de Clugny. Nach dem Tod von Fillastre wurde Clugny am 8. Oktober 1473 mit Zustimmung Ludwig XI. gewählt, dies war das Recht des französischen Königs; Ferry de Clugny nahm diese Position am folgenden 22. März ein und besaß die Diözese bis zu seinem Tod. Im Januar 1484 taufte er in Brüssel Marguerite, Tochter von Erzherzog Maximilian, dem späteren Kaiser des Heiligen Römischen Reiches und Maria von Burgund.

## Nach Rom
Clugny wurde von Papst Paul II. im Mai oder Juni 1471 heimlich, d. h. in pectore zum Kardinal erhoben; diese Erhebung wurde wegen des unerwarteten Todes des Papstes nicht veröffentlicht. Vom nachfolgenden Papst Sixtus IV. wurde Clugny dann in seiner Abwesenheit im Konsistorium vom 15. Mai 1480 öffentlich als Kardinal verkündet und zum Kardinalpriester ernannt. Er kam mit seinem Haushalt, zu dem auch der Komponist Marbrianus de Orto gehörte, am 3. Juni 1482 aus Flandern in Rom an. Am 10. Juni wurde er vom Papst empfangen, der ihm den roten Kardinalshut übergab. Am 7. Oktober 1483 starb er plötzlich an einem Schlaganfall; am nächsten Tag wurde er in der Kirche Santa Maria del Popolo, begraben, weit weg von der Clugny-Kapelle, die er in Autun vorbereitet hatte.